# Eucalymnatus rigidus
Eucalymnatus rigidus är en insektsart som beskrevs av Hempel 1937. Eucalymnatus rigidus ingår i släktet Eucalymnatus och familjen skålsköldlöss. Inga underarter finns listade i Catalogue of Life.